# Falciano
Falciano è una curazia (frazione) del castello di Serravalle, nella Repubblica di San Marino.

## Storia
Al contrario dell'altra grande frazione del castello, Dogana, Falciano è una zona in gran parte rurale. Già dal 1400 vasti appezzamenti di terra erano destinati alla coltivazione degli ulivi, in seguito anche cereali e vigne (da segnalare un grande vigneto in località Le Bosche).
La parrocchia, ristrutturata negli ultimi anni insieme al campanile, innalzato nel 1957, è dedicata a San Pietro. La festa della parrocchia ricorda la Madonna Addolorata e cade la terza domenica di settembre.
Nella curazia ha sede la Reggini S.p.A., l'unico concessionario ufficiale di auto della Repubblica, che rappresenta Audi, Volkswagen e Škoda ed il Bioscience Institute S.p.A., che usa le cellule staminali.

## Geografia fisica
La frazione sorge all'estremo nord della repubblica, contigua con Dogana, e nei pressi del confine italo-sammarinese con il comune di Coriano (IT-RN), e con la sua frazione Cerasolo.

## Sport
La squadra di calcio della località è la Società Sportiva Folgore/Falciano, vincitrice di tre Campionati sammarinesi e due Trofei Federali
La Folgore è stata la prima squadra sammarinese a partecipare alle coppe europee nel 2000 contro il Basilea .